# Diecezja Zacatecoluca
Diecezja Zacatecoluca (łac. Dioecesis Zacatecolucana) – diecezja Kościoła rzymskokatolickiego w Salwadorze. Należy do metropolii San Salvador. Została erygowana 5 maja 1987 roku.

## Ordynariusze
- Romeo Tovar Astorga, O.F.M. (1987 - 1996)
- Elías Samuel Bolaños Avelar, S.D.B. (1998 - )